# Alegre (rivier)
De Alegre (Portugees: Rio Alegre) is een zijrivier van de Tibagi rivier in Brazilië.
De oorsprong van de Alegre-rivier ligt in Telêmaco Borba, op de hoogvlakte van Ponta Grossa (Segundo Planalto Paranaense) in de staat Paraná, Brazilië.